# Liste der Monuments historiques in Saint-Germain-lès-Senailly
Die Liste der Monuments historiques in Saint-Germain-lès-Senailly führt die Monuments historiques in der französischen Gemeinde Saint-Germain-lès-Senailly auf.

## Liste der Immobilien
| Bezeichnung                | Beschreibung           | Standort               | Kennzeichnung | Schutzstatus | Datum | Bild           |
| -------------------------- | ---------------------- | ---------------------- | ------------- | ------------ | ----- | -------------- |
| Kirche St-Germain-de-Paris | ab dem 12. Jahrhundert | Rue de l’Eglise (Lage) | PA00112627    | Inscrit      | 1925  | weitere Bilder |

## Liste der Objekte
| Bezeichnung                   | Beschreibung                                             | Standort                                 | Kennzeichnung | Schutzstatus | Datum | Bild           |
| ----------------------------- | -------------------------------------------------------- | ---------------------------------------- | ------------- | ------------ | ----- | -------------- |
| Zwölf-Apostel-Retabel         | Holz, farbig gefasst, zweite Hälfte des 15. Jahrhunderts | in der Kirche St-Germain-de-Paris (Lage) | PM21001954    | Classé       | 1910  |                |
| Skulptur Christus in der Rast | Kalkstein, 16. Jahrhundert                               | Rue de l’Eglise, auf dem Friedhof (Lage) | PM21001956    | Classé       | 1959  | weitere Bilder |
| Kruzifix                      | Holz, farbig gefasst, 14. Jahrhundert                    | in der Kirche St-Germain-de-Paris (Lage) | PM21001955    | Classé       | 1959  |                |